# آرمن هاکوبیان (دولتمرد)
آرمن مارتینی هاکوبیان (ارمنی: Արմեն Մարտինի Հակոբյան؛ زادهٔ ۱۲ فوریهٔ ۱۹۵۹) یک سیاستمدار اهل ارمنستان است که از تاریخ ۱۹۹۹ تا تاریخ ۲۰۰۳ سمت نمایندگی دوره دوم مجلس ملی جمهوری ارمنستان را برعهده داشت.

## زندگی‌نامه
در ۱۲ فوریه ۱۹۵۹ در ایروان به دنیا آمد و از دانشگاه دولتی هوانوردی غیرنظامی سن پترزبورگ فارغ‌التحصیل شد. 

## یادداشت
1. ↑  Լենինգրադի (Սանկտ-Պետերբուրգ) քաղաքացիական ավիացիայի ակադեմիա